# Physalis
Physalis este un gen de plante din familia  Solanaceae.

## Specii
Cuprinde peste  100  specii.
- Physalis alkekengi

## Legături externe
Materiale media legate de Physalis la Wikimedia Commons